# Supercoppa serba 2012 (pallavolo maschile)
La Supercoppa serba 2012 si è svolta il 4 ottobre 2012: al torneo hanno partecipato due squadre di club serbe e la vittoria finale è andata per la seconda volta consecutiva all'Odbojkaški klub Crvena zvezda.

## Regolamento
Le squadre hanno disputato una gara unica.

## Squadre partecipanti
| Squadra      | Qualificazione                     | Ultima partecipazione |
| ------------ | ---------------------------------- | --------------------- |
| Stella Rossa | Vincitrice Superliga 2011-12       | Supercoppa serba 2011 |
| Vojvodina    | Vincitrice Coppa di Serbia 2011-12 | Debutto               |

## Torneo
| 4 ottobre 2012 Šumice Sport Center, Belgrado Durata: 1h:20 - Spettatori: 500 | Stella Rossa | 3 - 0 | Vojvodina | 25-16, 25-22, 25-20 |